# Бхактапур (област)
Област Бхактапур е част от анчол Багмати във Непал, с площ от 119 км2 и население 225 461 души (2001). Административен център е град Бхактапур.